# Canthidium tenebrosum
Canthidium tenebrosum är en skalbaggsart som beskrevs av Henry Fuller Howden och Young 1981. Canthidium tenebrosum ingår i släktet Canthidium och familjen bladhorningar. Inga underarter finns listade.